# Виттинг, Рольф Йохан
Рольф Йохан Виттинг (фин. Rolf Johan Witting; 30 сентября 1879, Выборг, Великое княжество Финляндское — 11 октября 1944, Порвоо, Финляндия) — финский политик и дипломат; с 1940 по 1943 годы — министр иностранных дел Финляндии.

## Биография
Родился 30 сентября 1879 года в Выборге, в Великом княжестве Финляндском.
С 27 марта 1940 по 5 марта 1943 года был министром иностранных дел Финляндии.
Скончался 11 октября 1944 года в Порвоо в Финляндии.